# Glänzende Wiesenraute
Die Glänzende Wiesenraute (Thalictrum lucidum), auch Glanz-Wiesenraute genannt, ist eine Pflanzenart aus der Gattung der Wiesenrauten (Thalictrum) innerhalb der Familie der Hahnenfußgewächse (Ranunculaceae). Ihr Vorkommen ist eng an Flusstäler und Auen gebunden. Das gelbe Erscheinungsbild der Pflanze beruht auf der gelben Farbgebung der Staubblätter.

## Beschreibung

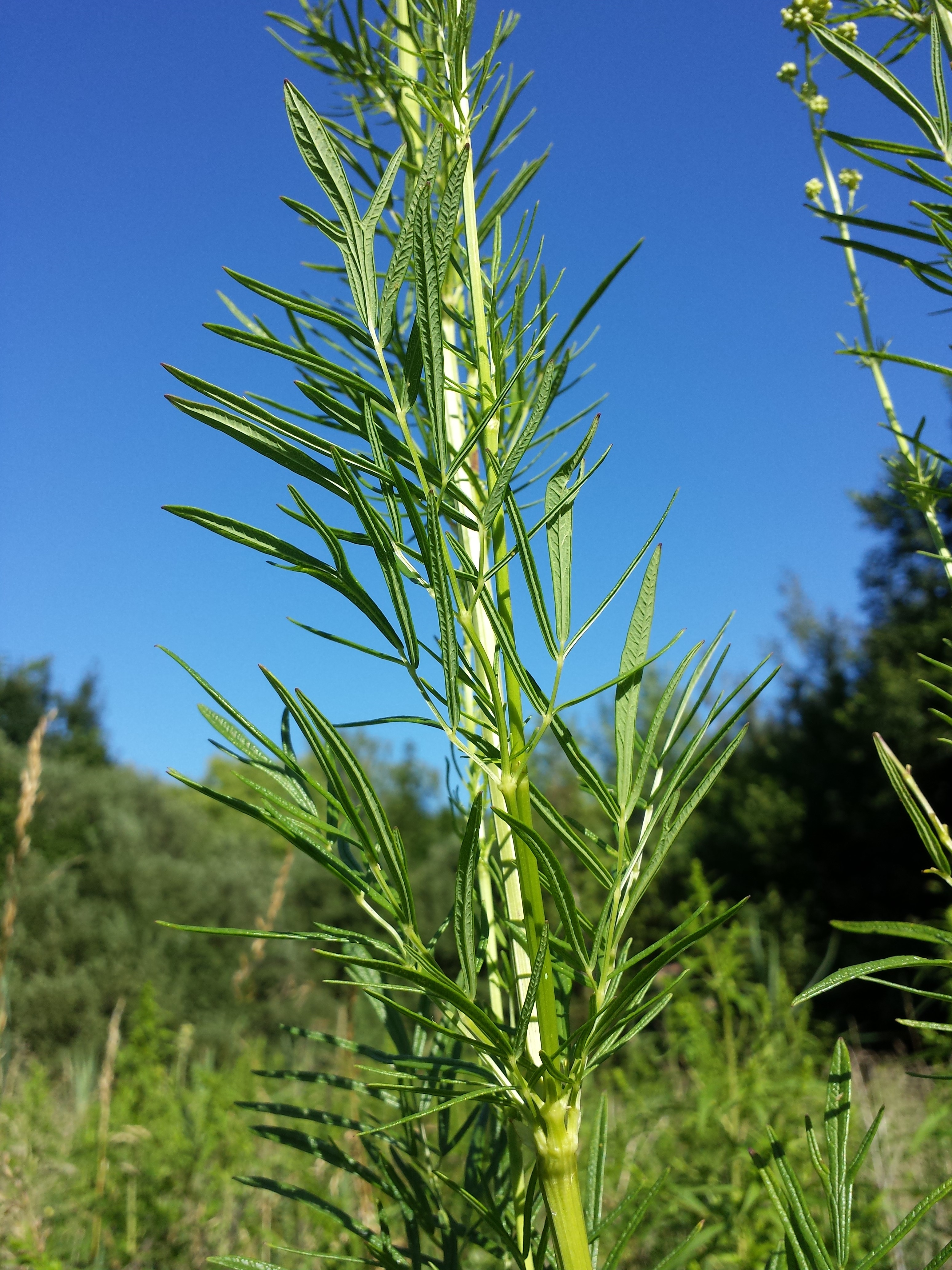
Stängel mit Blättern

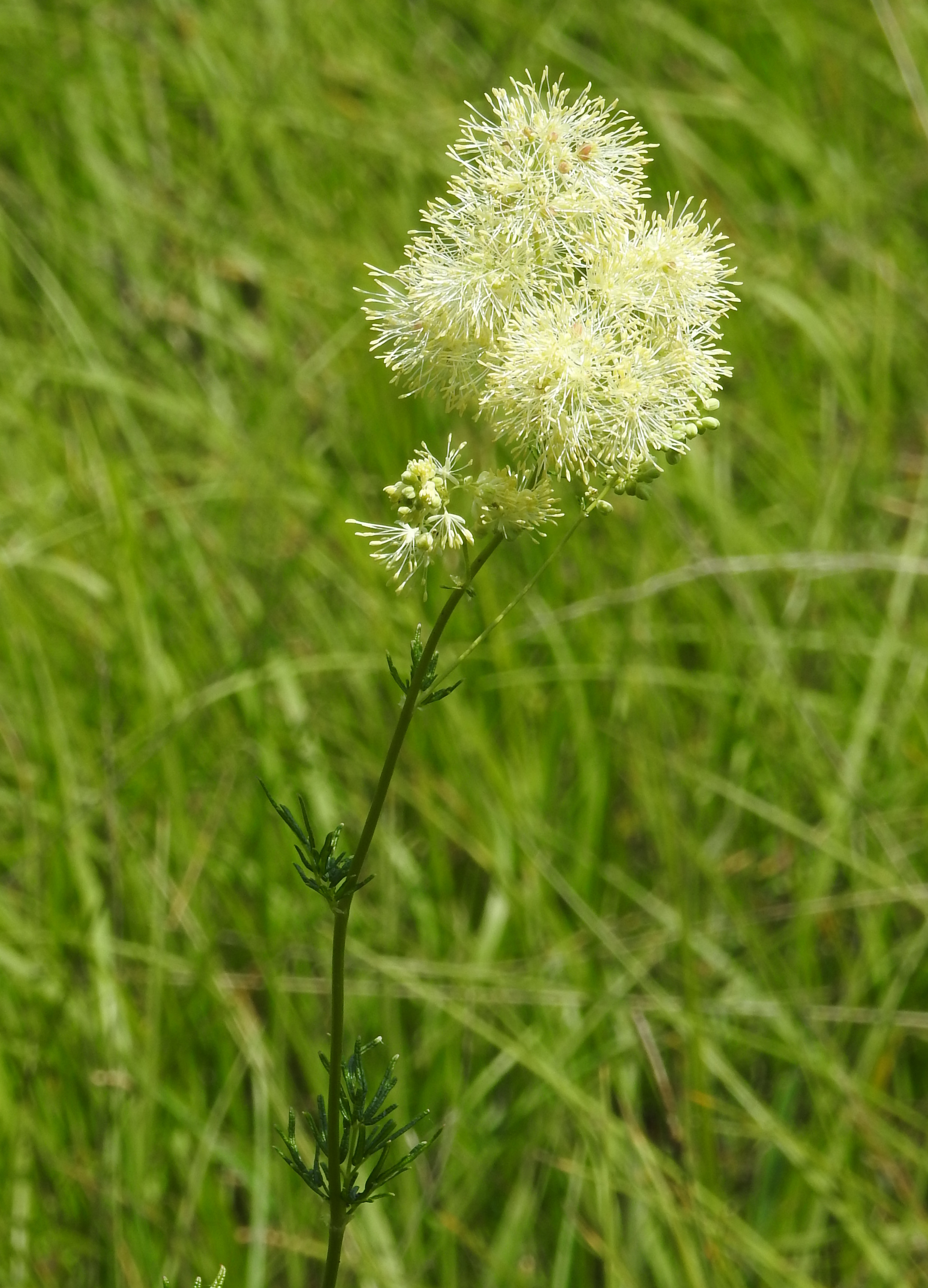
Blütenstand

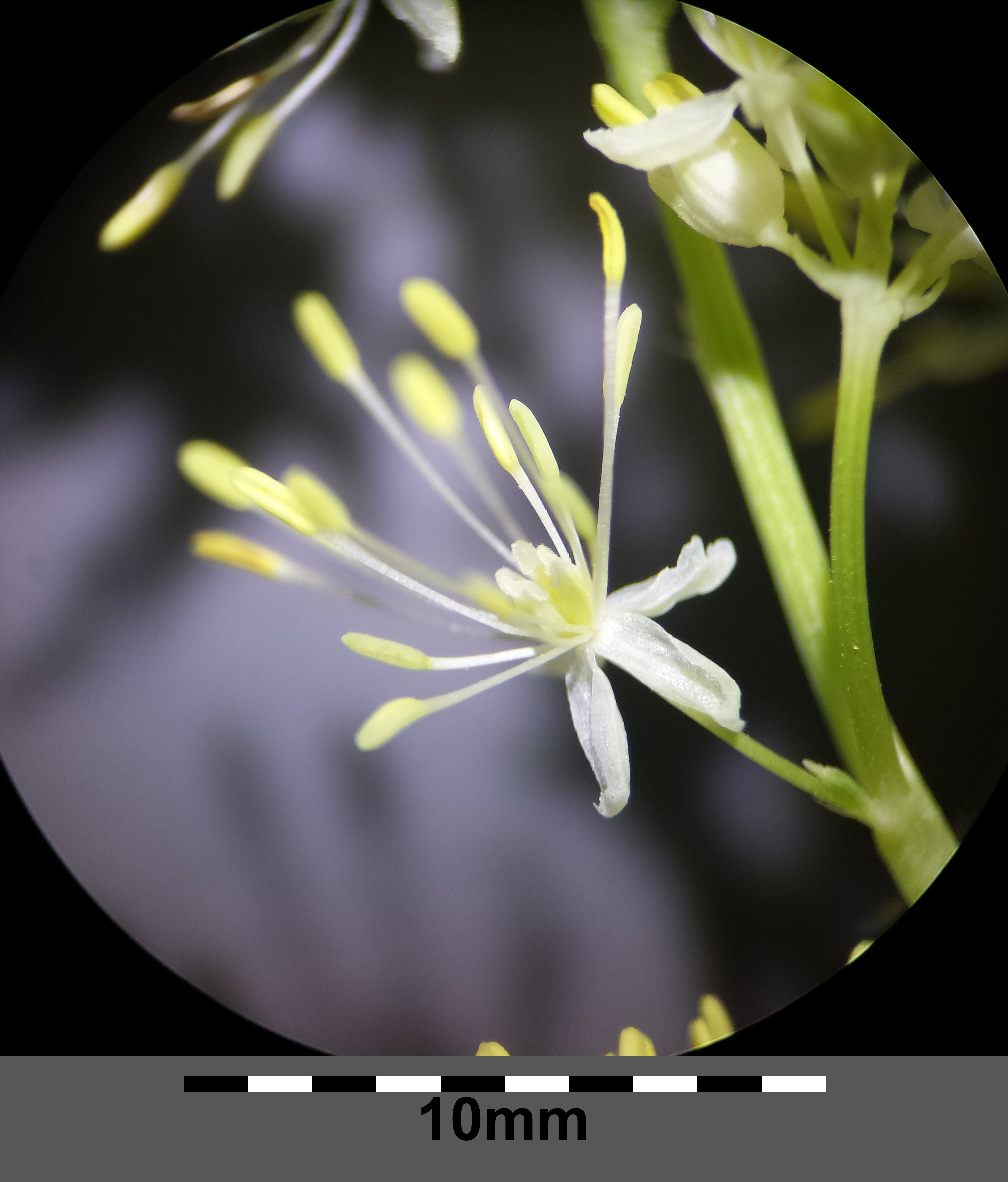
Blüte mit hinfälligen Perigonblättern und stumpfe Staubbeutel

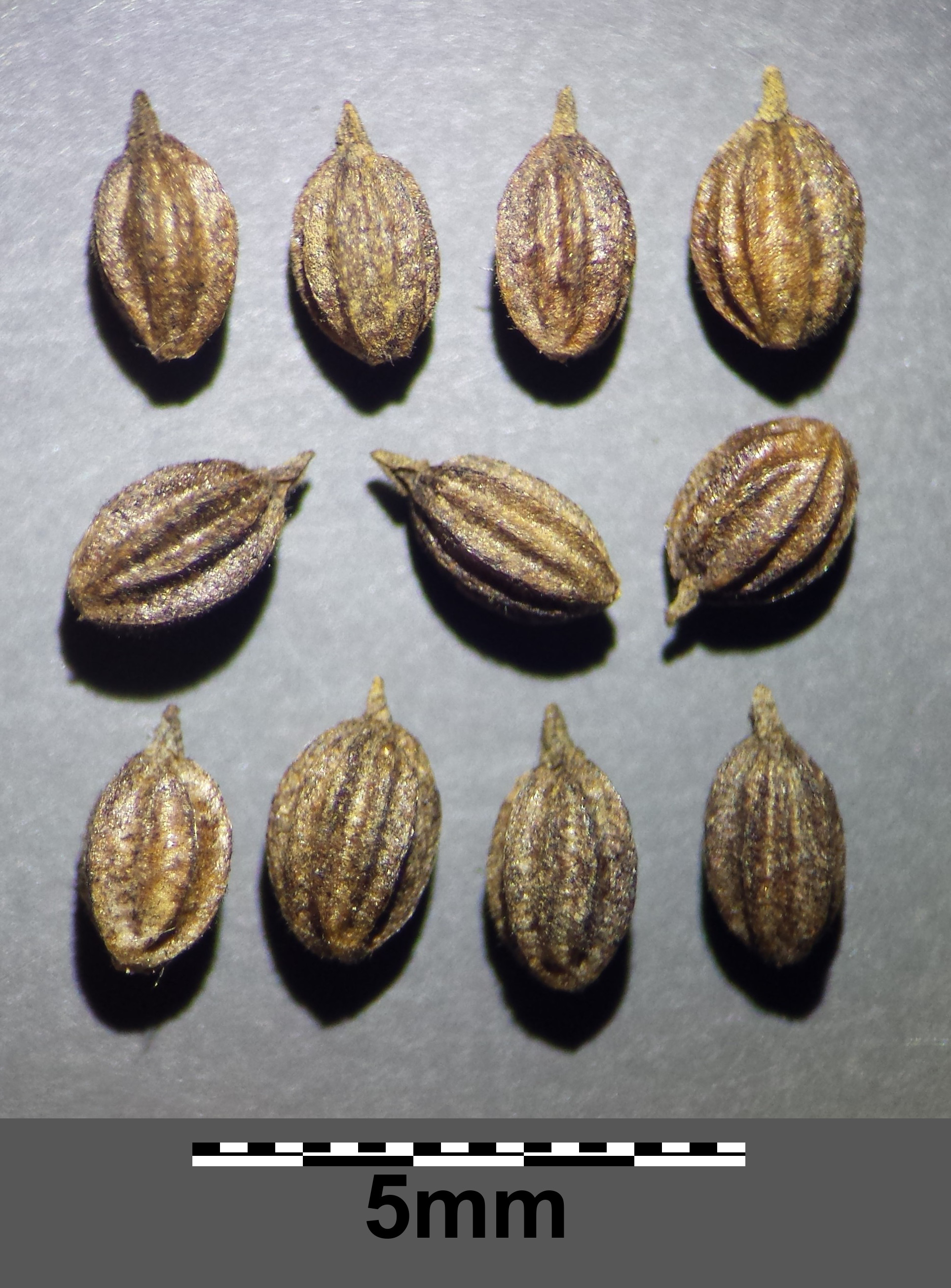
Zehnrippige Nüsschen

### Vegetative Merkmale
Die Glänzende Wiesenraute wächst als sommergrüne, ausdauernde krautige Pflanze, die Wuchshöhen von 60 bis 120 Zentimetern erreicht. Als Speicherorgan besitzt sie ein kurzes, nichtkriechendes Rhizom, welches keine unterirdischen Ausläufer bildet. Wie für einen Hemikryptophyten typisch, befinden sich die Erneuerungsknospen in unmittelbarer Nähe der Erdoberfläche. Da sich die Sprossachse in einen gestauchten rosettenbildenden und einen gestreckten laubblatttragenden Abschnitt gliedert wird die Glänzende Wiesenraute den Halbrosettenpflanzen zugeordnet. Der unverzweigte, vierkantige Stängel ist glänzend.
Die sieben bis zehn wechselständig am Stängel angeordneten Laubblätter sind in Blattstiel und -spreite gegliedert. Die Blattspreite ist zwei- bis vierfach unpaarig gefiedert. Es sind keine Nebenblätter vorhanden., ebenso bilden die Blättchen keine Nebenblättchen aus.
Die Spreite der Fiederblättchen ist länger als breit und linealisch-lanzettlich zugeschnitten. Die genaue Form der Blättchen ist von der Stellung der Blätter am Stängel abhängig.
Die Blättchen der untersten Blätter besitzen eine länglich-ovale Form. Die Blättchen der mittleren Stängelblätter sind eiförmig bis länglich; die Relation von Länge zu Breite entspricht hier in etwa dem Verhältnis 1:2 bis 1:4. Die Blättchen der obersten Stängelblätter variieren in der Form von lanzettlich über länglich-keilförmig bis schmal-linealisch; ihre Länge beträgt mehr als das fünffache der Breite. Die Spreite der Blättchen ist gewöhnlich ungeteilt, kann jedoch auch gelappt sein. Der Rand weist manchmal an der Spitze eine zwei- bis dreifache Zähnung auf. Die Oberseite der Blättchen besitzt eine dunkelgrüne glänzende Farbgebung, die hellgrüne Unterseite weist entlang der Nerven eine feine Behaarung auf.

### Generative Merkmale
Die Blütezeit reicht von Juni bis Juli (August). Die Blüten sind in ausladenden, dichtblütigen, arm- oder reichästigen rispigen Blütenständen zusammengefasst. Die aufrechten, nicht überhängenden Rispen sind vom Umriss her eiförmig. An ihren Zweigenden sitzen die Blüten dicht gedrängt. Die Blüten sind in den Rispen aufrecht gerichtet.
Die duftenden Blüten sind gelbgrün. Die radiärsymmetrischen, zwittrigen Blüten der Glänzenden Wiesenraute besitzen eine einfache Blütenhülle. Da die Kronblätter fehlen, bilden gewöhnlich vier Kelchblätter das Perigon. Das einzelne gelbgrünliche Perigonblatt wird etwa 4 bis 5 Millimeter lang. Die Perigonblätter sind sehr hinfällig. Häufig fallen sie bereits während des Aufblühens ab
Die in Vielzahl vorhandenen Staubblätter sind auffallend deutlich länger als die Perigonblätter. Sie besitzen aufrecht abstehende, weißlich- bis grüngelbe Staubfäden. Diese sind unterhalb der Staubbeutel nicht verdickt. Die stumpfen Staubbeutel zeigen eine gelbe Farbgebung.
Die Blüte der Glänzenden Wiesenraute besitzt mehrere, oberständig stehende, freie Fruchtblätter, die in ihrer Gesamtheit ein choricarpes Gynoeceum bilden. Fruchtknoten und Griffel sind nicht klebrig, der Griffel ist bisweilen hakig gebogen.
Aus jedem der Fruchtblätter entwickelt sich nach der Befruchtung ein Nüsschen, aus denen in ihrer Gesamtheit die Frucht besteht.
Die Nüsschen sind aufrecht sitzend, können jedoch an ihrer Basis bisweilen annähernd gestielt sein. Sie sind elliptisch gestaltet, ihr Querschnitt entspricht der Form eines Sterns. Ihre matte, glatte Oberfläche ist von acht bis zehn Längsrippen durchzogen. Die Kantenbildung ist schwach ausgeprägt. Die Ausbreitung der Diasporen wird über den Wind und Wasser sichergestellt. Zur Keimung sind sie auf Kälte angewiesen.

### Chromosomenzahl
Die Glänzende Wiesenraute besitzt einen tetraploiden Chromosomensatz mit 2n = 28, bei einer Chromosomengrundzahl von 7.

## Ökologie

### Blütenökologie
Bei den zwittrigen Blüten der Glänzenden Wiesenraute reifen die weiblichen Geschlechtsorgane -Griffel und Narbe- vor den männlichen Fortpflanzungsorganen, den Staubbeuteln. Dieser Mechanismus, botanisch Proterogynie genannt, fördert Fremdbestäubung im Vergleich zur Selbstbestäubung.

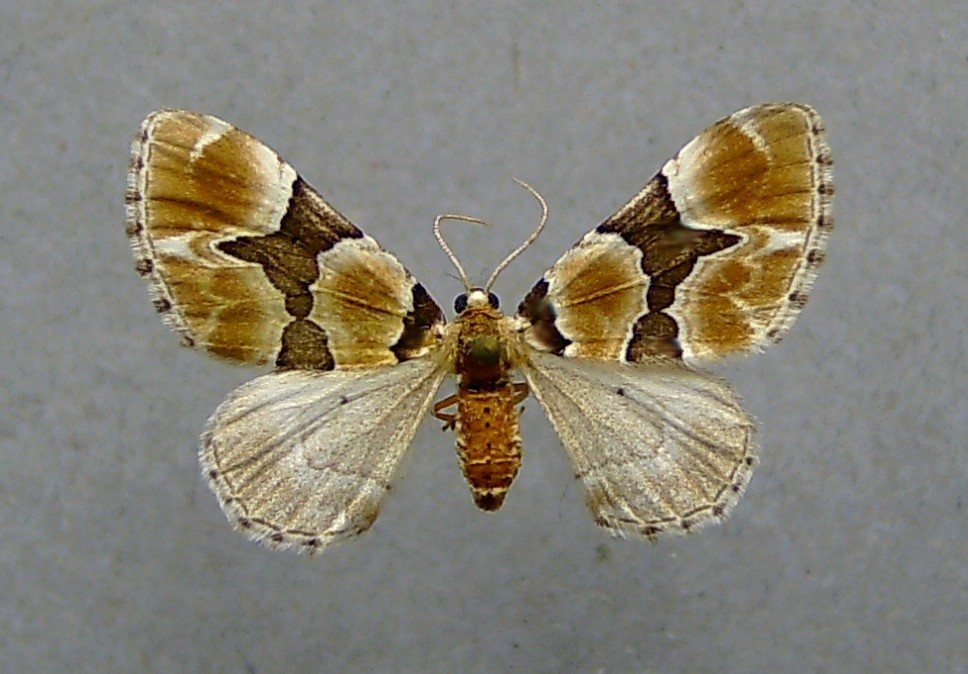
Wiesenrauten-Blattspanner

Die Glänzende Wiesenraute verfügt über verschiedene Strategien, die Bestäubung sicherzustellen:
Zum einen übernehmen Insekten die Bestäubung.
Die Glänzende Wiesenraute bietet keinen Nektar an, verfügt jedoch über ein reichliches Pollenangebot. Signalwirkung für Bestäuber besitzen bei reduzierter Blütenhülle die gelben Staubfäden und Duftstoffe. Als typische Bestäuber fungieren kurzrüsselige Bienen, Schwebfliegen, Echte Fliegen und Käfer. Auch über den Wind wird Pollen übertragen. Unterstützt wird die Windbestäubung durch die langen Staubfäden und das reichliche Pollenvorkommen. Die Windbestäubung wird im Verhältnis zur Insektenbestäubung auch als sekundäres Merkmal interpretiert, also einen Übergang von Insektenbestäubung zu Windbestäubung, wobei für beide Bestäubungsformen typische Merkmale nebeneinander vorkommen. Zusätzlich zur Wind- und Insektenbestäubung besitzt die Glänzende Wiesenraute die Möglichkeit der Selbstbestäubung.

### Synökologie
Die Glänzende Wiesenraute gilt als Futterpflanze für die Raupen der Wiesenrauten-Goldeule (Lamprotes c-aureum) und des Wiesenrauten-Blattspanners (Perizoma sagittata). Beide Arten gelten nach der Roten Liste als stark gefährdet. Sie sind oligophag auf Wiesenrautenarten existenziell angewiesen.

## Vorkommen

### Verbreitung
Das Areal der Glänzenden Wiesenraute erstreckt sich über Mittel- und Osteuropa bis in die Türkei. Seine nördliche Grenze findet es in Südfinnland. Die Westgrenze der Vorkommen bilden die mitteleuropäischen Standorte.
Im Einzelnen sind im gemäßigten Asien Bestände in der Türkei belegt. In Mitteleuropa zieht sich das Areal durch Österreich, die Tschechoslowakei, Deutschland, Ungarn und Polen. In Osteuropa ist die Glänzende Wiesenraute in Belarus, dem europäischen Teil der Russischen Föderation, angrenzend mit nördlichen Vorposten in Südfinnland, Est- und Lettland, Litauen sowie der Ukraine nativ. In Südwesteuropa erreichen die Vorkommen Albanien, Bulgarien, das frühere Jugoslawien, Griechenland und Rumänien.
In Deutschland ist die Glänzende Wiesenraute mit zerstreuten Beständen in Südost-Bayern, Nordwest- und Ost-Sachsen sowie im nördlichen Teil Sachsen-Anhalts belegt. Seltene Vorkommen sind aus Mittel- und Ost-Brandenburg wie auch Ost-Niedersachsen bekannt. In Mecklenburg-Vorpommern und Thüringen gilt die Glänzende Wiesenraute als ausgestorben.
In Österreich ist die Glänzende Wiesenraute in fast allen Bundesländern mit zerstreuter oder seltener Bestandsdichte vertreten, lediglich aus Vorarlberg sind keine Funde belegt. Im pannonischen Gebiet gelten die Vorkommen gefährdet.

### Standorte

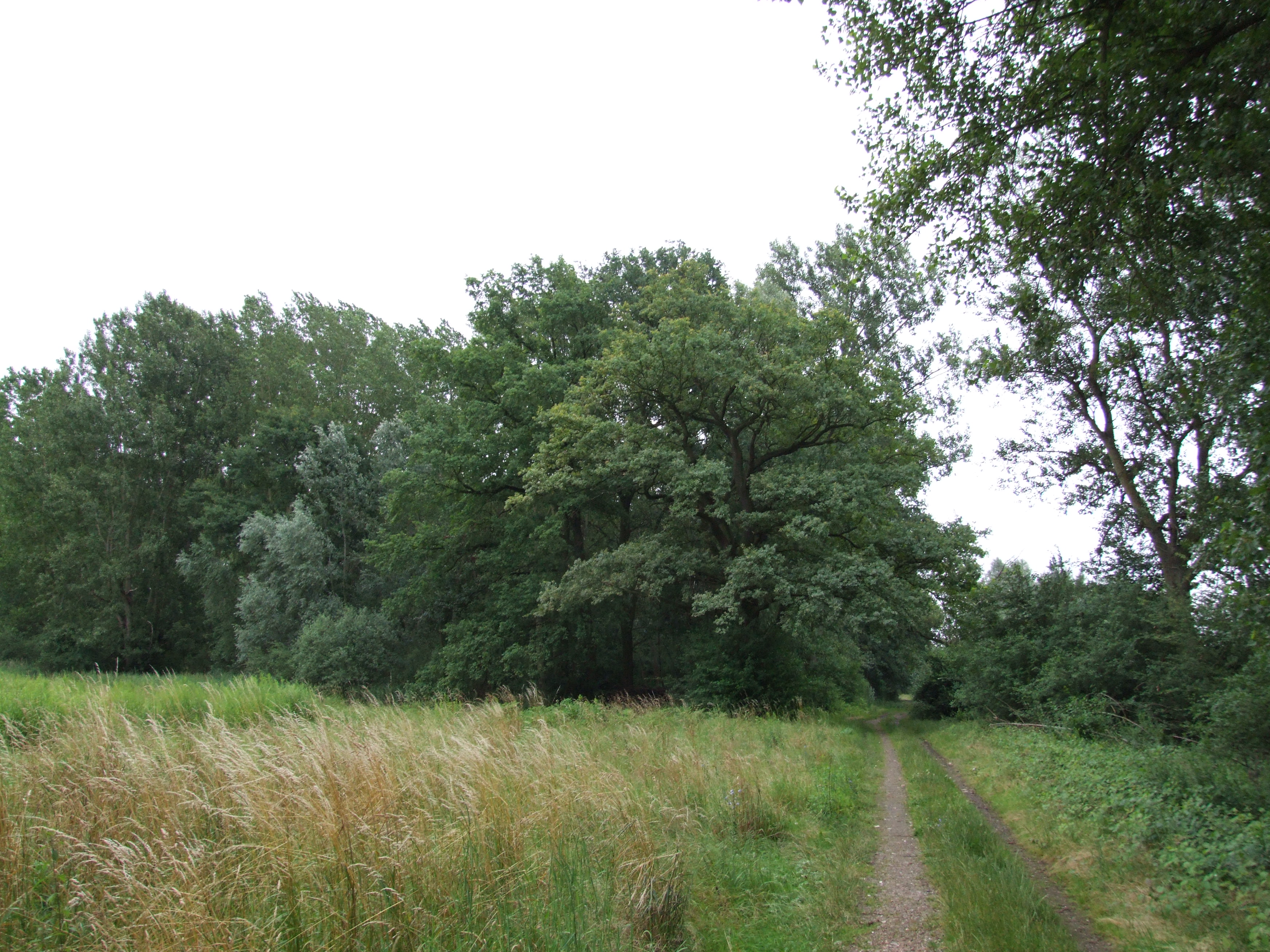
Die Sick’sche Wiese im Speyerer Auwald, eine Stromtalwiese

Die Glänzende Wiesenraute gilt als Stromtalpflanze. Eine auf Deutschland bezogene Untersuchung stellt fest, dass 55 % bis 70 % der Vorkommen im Bereich von Flussauen zu finden sind.
Ihr Hauptvorkommen besitzt die Glänzende Wiesenraute in nassen, nährstoffreichen Flachmoorwiesen und basenreichen nassen bis wechselfeuchten Wiesen. Bruch- und Auenwälder zählen zu den Nebenvorkommen.

### Pflanzensoziologie
Die Glänzende Wiesenraute gilt als Kennart des Verbands Mädesüß-Hochstaudenfluren (Filipendulion  Seg. 1966) und besitzt ein Hauptvorkommen in den Verbänden Eutrophe Feuchtwiesen (Calthion  Tx. 1937), Wechselfeuchte Pfeifengraswiesen (Molinion caeruleae  W.Koch 1926) und Hartholzauenwälder (Alno-Ulmion  Br.-Bl. et Tx. 1943).

## Systematik
Die Erstveröffentlichung von Thalictrum lucidum L. erfolgte 1753 durch Carl von Linné in Species Plantarum, Tomus 1, S. 546. Als Synonym zu Thalictrum lucidum L. besteht Thalictrum angustifolium L.

## Gefährdung
Trotz rückläufiger Entwicklung der mitteleuropäischen Vorkommen gilt die Glänzende Wiesenraute in ihren Beständen im zentraleuropäischen Bereich als ungefährdet. Nach der Bundesartenschutzverordnung, FFH-Richtlinie und der Berner Konvention liegt kein Schutzstatus vor. Bezogen auf Deutschland und Österreich gilt die Art als gefährdet, auch in Finnland wird eine Bestandsgefährdung angenommen.
Die ausbleibende Überflutung von Auen wird als wesentliche Ursache für die Gefährdung der Bestände angesehen.

### Einzelreferenzen
1. 1 2 3 4  
Glänzende Wiesenraute. In: BiolFlor, der Datenbank biologisch-ökologischer Merkmale der Flora von Deutschland.
2. 1 2 3 4 5 6 7 8  Wolfgang Adler, Karl Oswald, Raimund Fischer: Exkursionsflora von Österreich, S. 265ff.
3. ↑  Gerhard K. Stinglwagner, Ilse E. Haseder, Reinhold Erlbeck: Das Kosmos Wald- und Forstlexikon, S. 963
4. 1 2 3  Steckbrief zur Art im Pflanzenportal
5. 1 2 3 4 5 6  Steckbrief zur Art bei Naturegate
6. 1 2 3 4 5 6  Info zur Art bei Floraweb
7. 1 2 3 4 5 6 7 8 9 10 11 12 13  Werner Rothmaler: Exkursionsflora von Deutschland, Grundband, S. 131ff.
8. ↑  Daniel Günther: Archäobotanik der Pfahlbausiedlung Konstanz-Staad Hörlepark, Seite 34.
9. 1 2 3  Rothmaler: Exkursionsflora von Deutschland, Spektrum Akademischer Verlag Heidelberg, Berlin, 20. Auflage 2011, Seite 309 f., ISBN 978-3-8274-1606-3
10. ↑  
Erich Oberdorfer: Pflanzensoziologische Exkursionsflora für Deutschland und angrenzende Gebiete. 8. Auflage. Verlag Eugen Ulmer, Stuttgart 2001, ISBN 3-8001-3131-5. S. 420.
11. ↑  Dieter Heß: Systematische Biologie, S. 97, 136ff.
12. ↑  Die Glänzende Wiesenraute als Raupenfutterpflanze Eintrag bei FloraWeb
13. 1 2  
Thalictrum lucidum im Germplasm Resources Information Network (GRIN), USDA, ARS, National Genetic Resources Program. National Germplasm Resources Laboratory, Beltsville, Maryland.
14. ↑  Untersuchung zu Stromtalpflanzen in Deutschland (Memento vom 4. Januar 2015 im Internet Archive)
15. ↑  Erstveröffentlichung von Linné eingescannt bei Biodiversitylibrary.